# Трики, Смахи
Смахи Трики (араб. سماحي تريكي‎; род. 1 августа 1967) — марокканский футболист, выступавший на позиции защитника за сборную Марокко.

## Клубная карьера
Смахи Трики начинал свою карьеру футболиста во французской «Бастии», играя за неё во французском Втором дивизионе. В 1993 году он перешёл в «Шатору», игравший в лиге ещё ниже, но спустя год вышедший во Второй дивизион. 
Летом 1996 года Смахи Трики стал игроком швейцарской «Лозанны». 27 июля того же года он дебютировал в швейцарской Национальной лиге А, выйдя на замену в домашнем поединке против «Серветта». 12 апреля 1997 года марокканец забил свой первый гол в лиге, открыв счёт в гостевой игре с «Санкт-Галленом». Сезон 1998/99 Трики провёл за «Лорьян» во французской Лиге 1, после чего перебрался в саудовский «Аль-Наср», ставший последним клубом в его игровой карьере. 

## Карьера в сборной
Смахи Трики был включён в состав сборной Марокко на чемпионат мира по футболу 1994 года в США, где выходил в основном составе во всех трёх играх своей команды на турнире: с Бельгией, Саудовской Аравией и Нидерландами.  
Трики был в заявке национальной команды на Кубок африканских наций 1998 года в Буркина-Фасо, но на поле в рамках турнира так и не вышел. Он был включён в состав сборной Марокко на чемпионат мира по футболу 1998 года во Франции, где сыграл в одном матче: с Шотландией. 

## Достижения
«Лозанна»  
- Обладатель Кубка Швейцарии (1): 1997/98